# Тенувіль
Тенувіль (фр. Thénouville) — муніципалітет у Франції, у регіоні Верхня Нормандія, департамент Ер. Тенувіль утворено 1 січня 2017 року шляхом злиття муніципалітетів Боск-Рену-ан-Румуа i Теєман. Адміністративним центром муніципалітету є Боск-Рену-ан-Румуа. Населення — 1009 осіб (01.01.2021).

## Історія
1 січня 2018 року до Тенувіля приєднано муніципалітет Тувіль.